# پورشا فیلیپس
پورشا فیلیپس (انگلیسی: Porsha Phillips؛ زادهٔ ۱۳ ژانویهٔ ۱۹۸۸) بازیکن بسکتبال اهل ایالات متحده آمریکا است.